# 森林公安
森林公安是中华人民共和国公安机关中的专业公安机关，其职责：
1. 侦查破坏森林和野生动植物资源的违法犯罪案件；
2. 查处管辖范围内的治安案件；
3. 查处各类林业行政案件
4. 在东北、内蒙古等重点国有林区，森林公安还负责辖区内的全部社会治安的管理工作。

2018年根据中央机构改革部署与新修订的《中华人民共和国森林法》，森林公安机关划转公安部与各级人民政府公安厅局统一领导管理，国家林业和草原局不再领导管理。

## 历史
1945年抗日战争胜利后，中国共产党接收日伪1936年在临江设立的“鸭绿江林业株式会社”、“枯损木组合”、“满洲土木株式会社林业部三岔子林业所”等特殊会社基础上，1946年6月11日在临江县成立了“通化利华林木公司临江分公司”（现临江林业局），是新中国第一个森林工业局，并成立了20人的警卫班，后扩大到200人。这是中国共产党领导下的政权中最早的森林警察。1951年1月12日，为加强保护国家森林及林业生产设备，严防敌特破坏与火灾发生、清匪反霸、肃反肃特，东北人民政府主席高岗签署颁布了《关于建立森林公安机关的决定》（东政公字第2号），要求在东北森林工业总局下属的吉林、辽东、黑龙江等6个森林工业管理局设立森林公安处，并设立派出所。七十年代初期，大型国有林区相继恢复了林业公安机关。
1979年1月15日，国务院发布《关于保护森林、制止滥砍滥伐的布告》：“五、健全护林防火组织和制度，设立林区公安派出所，整顿林区社会治安，清理盲目流入人员。”
1979年2月23日，全国人大常委会通过《中华人民共和国森林法（试行）》：“省、自治区革命委员会，应当根据实际需要，在重点林区设立公安局、派出所，配备森林警察，加强治安，保护森林。”
1980年12月1日，林业部、公安部、司法部、最高人民法院、最高人民检察院联合发出了《关于在重点林区建立与健全林业公安、检察、法院组织机构的通知》：
1981年3月8日，中共中央、国务院《关于保护森林、发展林业若干问题的决定》：“林区要加强建立健全林业公、检、法机构。”
1984年国务院批准林业部、公安部《关于解决林业公安体制问题的请示》，同意在林业部设立公安局，列入公安部序列。1984年5月3日，经国务院同意，劳动人事部下发《关于林业公安体制问题的通知》（劳人编[1984]70号）：“林业公安机关列入国家公安机关序列；林业部设立林业公安局，列入公安部序列，各级地方林业公安机关列入地方公安机关序列，实行林业主管部门和公安机关双重领导。”1984年11月林业部公安局正式成立。列为公安部第十六局。1985年10月，林业部、公安部在昆明联合召开了由各省、自治区直辖市公安厅（局）长，林业（农业）厅（局）长参加的全国林业公安工作会议。1986年1月两部又联合发出《全国林业工作纪要》，具体规定了林业公安的机构建设、管理、职权、干警待遇、与所在地公安机关的关系等。1986年11月，公安部政治部和林业部公安局又在成都联合召开由各省、自治区、直辖市公安厅（局）政治部主任、森林公安处（局）长参加的林业公安政治工作会议，1987年5月公安部和林业部批发了《林业公安政治工作会议纪要》，确定对林业公安机关的领导干部实行上级林业公安机关协助林业主管部门下管一级的制度。
1998年7月1日起，根据修订的《中华人民共和国森林法》第二十条“依照国家有关规定在林区设立的森林公安机关，负责维护辖区社会治安秩序，保护辖区森林资源，并可以依照本法规定，在国务院林业主管部门的授权范围内，代行本法第三十九条、第四十二条、第四十三条、第四十四条规定的行政处罚。”，林业公安统一更名为森林公安，林业部公安局更名为国家林业局森林公安局。
2005年7月28日，国务院办公厅发布《关于解决森林公安及林业法检编制和经费问题的通知》 ：2005年底前，将森林公安编制统一纳入政法专项编制序列，所需人员按照录用公务员的条件从原森林公安机关的干警中择优录用；从2006年开始将森林公安经费列入各级财政预算；森林公安管理体制改革本着政企分开、政事分开的原则，先易后难、稳步推进。　　　　　　　　　　　　　　　　　  　　　
到2005年底，除了上海市以外，中国30个省、自治区、直辖市和新疆生产建设兵团共建有森林公安机构6700多个，拥有近6万名警力，遍布全国林区、山区及林业、生态建设与保护紧密相连的专业执法队伍。
2007年3月20日，中央机构编制委员会办公室发布《关于为森林公安和林业法检机构核定政法专项编制等事项的通知》，明确森林公安机关实行林业部门和公安部门双重管理体制。
2020年武警森林部队全部退出现役，划归应急管理部管理，原职责不变。

## 机构设置
2018年根据中央机构改革部署，森林公安等行业公安机关不再由国务院部委和公安机关双重领导。各级森林公安机关划转公安部与地方人民政府公安机关统一领导管理：
- 公安部
  - 原国家林业和草原局森林公安局撤销[11]，生态环境、森林草原案件侦查职能并入公安部食品药品犯罪侦查局。[12]
  - 南京森林警察学院（公安部直属事业单位）
- 各省自治区、直辖市和新疆生产建设兵团公安厅（公安局）
  - 各省自治区直辖市公安厅（局）森林警察总队。[13]但仍有特例：海南省公安厅森林公安局
  - 内蒙古大兴安岭森林公安局隶属于内蒙古自治区公安厅
  - 黑龙江省林业森林公安局隶属于黑龙江省公安厅，下属伊春、牡丹江、松花江、合江4个林业地区公安局、41个基层公安局的比较完整的三级森林公安体系，森林公安民警总数7千多人。[14]
  - 黑龙江大兴安岭森林公安局即大兴安岭地区行署(森林)公安局，隶属于黑龙江省公安厅
  - 各（地级）市公安局
    - 森林警察支队

  - 各县市区公安局
    - 森林警察大队